# ناأوكي أراتا
ناأُوكي أُراتا (باليابانية: 浦田 尚希) (مواليد 27 يونيو 1974)، هو لاعب كرة قدم ياباني سابق كان يلعب كمهاجم.

## وصلات خارجية
- ناأوكي أراتا على موقع رابطة كرة القدم اليابانية للمحترفين (اليابانية)
- ناأوكي أراتا على موقع عالم كرة القدم.نت (الإنجليزية)